# Fran Kirby
Francesca Kirby, detta Fran (Reading, 29 giugno 1993), è una calciatrice inglese, attaccante del Brighton & Hove.

## Carriera

### Club
Kirby si appassiona al calcio fin da piccola e decide di tesserarsi per la società di calcio femminile della sua città, il Reading F.C.W. all'età di sette anni giocando nelle sue formazioni giovanili.
Le prestazioni offerte nei campionati giovanili convincono la società a inserirla in rosa nella formazione titolare dove debutta all'età di 16 anni, tuttavia un inizio di depressione la costringe a lasciare l'attività agonistica un anno dopo. Superata la fase depressiva Kirby ritorna a giocare con il Reading nel 2012, conquistando al termine della stagione 2012-13 il titolo di capocannoniere della Premier League Southern Division con 32 reti segnate in 21 incontri.
Con il Reading promosso nel 2014 alla neoistituita Women's Super League 2, Kirby, con i suoi 24 gol in 16 partite, contribuisce a far conquistare alla squadra il terzo posto in campionato, durante il quale conquista nuovamente il titolo di capocannoniere del torneo, segnando una quadripletta contro il London Bees, e triplette in tre occasioni, nelle partite contro Durham, Watford e Doncaster Rovers Belles. Poco tempo dopo Kirby diventa la prima calciatrice a sottoscrivere un contratto da professionista con un club nel campionato inglese femminile di calcio. Al 2014 FA Women's Awards Kirby viene nominata nella lista delle calciatrici WSL2 per il titolo di calciatrice dell'anno.
Kirby continua ad essere determinante anche nella stagione 2015 di WSL2, siglando 9 reti per il Reading nelle prime due partite di campionato, segnando una quadripletta nella partita vinta sul Yeovil Town per 4-2 e siglando cinque dei sette gol inflitti al London Bees nell'incontro vinto per 7-0 con le londinesi.
Nel luglio 2015 si trasferisce al Chelsea per una cifra record nel calcio femminile britannico, che tuttavia non è stata resa pubblica.
Alla finale di FA Women's Cup 2014-2015, disputata per la prima volta allo stadio di Wembley, Kirby è stata spettatrice della vittoria del Chelsea per 1-0 sul Notts County. Nell'ottobre 2015 ha segnato una doppietta nella vittoria per 4-0 del Chelsea sul Sunderland, incontro che ha assicurato al club il primo titolo in FA WSL 1 oltre che il double campionato-Women's Cup.  Nello stesso mese, Kirby ha segnato il primo gol in assoluto del Chelsea in UEFA Women's Champions League, quello che al 39' dell'andata dei sedicesimi di finale dell'edizione 2015-2016 fissa il risultato nella vittoria per 1-0 sulle scozzesi del Glasgow City.

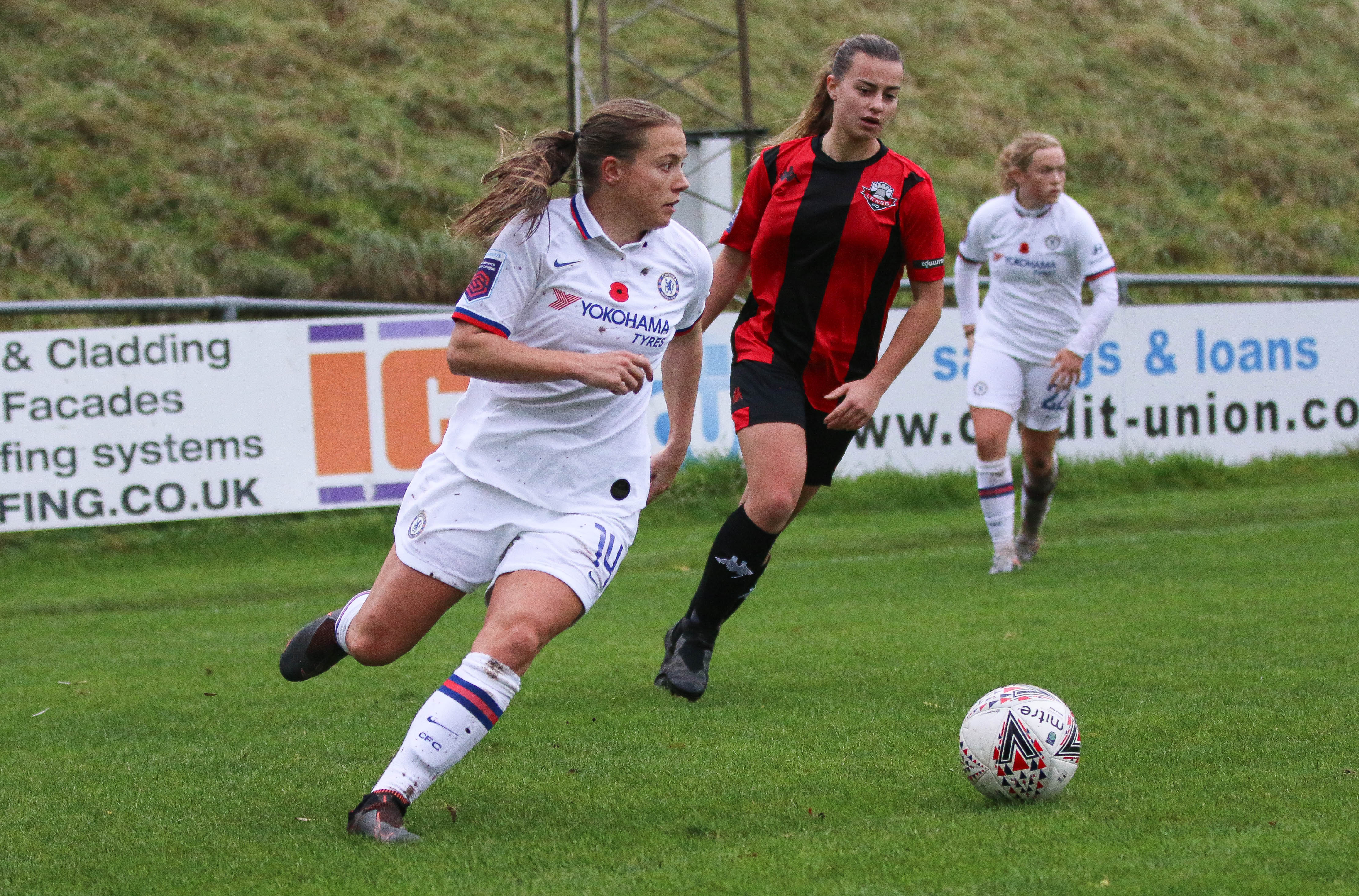
Kirby durante l'incontro con il di FA Women's League Cup 2019-2020, novembre 2019.

La forma di Kirby si è estesa al campionato 2016. Ad aprile, ha assicurato il ritorno del Chelsea allo stadio di Wembley segnando un gol in extremis ai tempi supplementari contro il Manchester City nella semifinale di FA Women's Cup. Quattro giorni più tardi ha segnato entrambe le reti nella vittoria del Chelsea per 2-0 in WSL sull'Arsenal.
Il 22 aprile 2018 Kirby è stata premiata come giocatrice dell'anno della PFA e calciatrice dell'anno della FWA per la stagione 2017-2018.
Nel febbraio 2020 il Chelsea ha annunciato che a Kirby era stata diagnosticata una pericardite, patologia per cui era stata momentaneamente esclusa dalla squadra dal novembre 2019. Ha superato l'infezione, nonostante i cardiologi le avessero detto che forse non avrebbe più potuto proseguire l'attività agonistica, e ha giocato 70 minuti nella vittoria del Chelsea in FA Community Shield contro il Manchester City il 29 agosto 2020.
Il 9 dicembre 2020, con i suoi 2 gol nella vittoria per 5-0 contro il Benfica in UEFA Women's Champions League, Kirby ha superato Eniola Aluko come marcatrice di tutti i tempi del Chelsea, con il 69º e il 70º gol per il club, cinque anni dopo la firma.
Il 10 gennaio 2021, durante una partita contro il suo ex club, il Reading, Kirby ha segnato quattro dei cinque centri nella vittoria del Chelsea per 5-0. Nella finale di FA Women's League Cup 2021 con il Bristol City, Kirby ha segnato due gol e creato quattro assist mentre le campionesse in carica del Chelsea hanno vinto 6-0 a Vicarage Road.
Kirby è stata indicata dagli osservatori come la migliore interprete del Chelsea durante la doppia vittoria della stagione 2020-2021. In seguito ha vinto il premio di calciatrice dell'anno 2021 della FWA. Il 5 dicembre Kirby ha segnato il gol di apertura nella finale di FA Cup 2020-2021 contro l'Arsenal, aiutando la sua squadra a sollevare il trofeo e ad assicurarsi il quadruple nazionale della stagione 2020-2021, primo club femminile inglese a raggiungere l'impresa. Lascia il Chelsea al termine della stagione 2023-2024, alla scadenza naturale del proprio contratto.
Il 4 luglio 2024 Kirby viene ingaggiata a parametro zero dal Brighton & Hove, sempre nella massima serie inglese.

### Nazionale
Nel 2013 Kirby viene selezionata dalla federazione calcistica dell'Inghilterra per vestire la maglia della Nazionale inglese under 23, e nello stesso anno è nella formazione che rappresenta il Regno Unito nel torneo di calcio femminile della XXVII Universiade.
Un anno più tardi, nel giugno 2014, viene convocata nella Nazionale maggiore, prima atleta inserita in rosa nella Nazionale inglese a provenire dalla WSL2, per giocare nella fase di qualificazione al campionato mondiale 2015, dove l'Inghilterra affronta le Nazionali di Bielorussia e Ucraina. Kirby viene scelta come riserva nell'incontro con la Bielorussa ma non scende in campo, e deve rimandare il suo debutto con la maglia titolare delle "Tre leonesse" il successivo agosto, nella partita vinta per 4-0 sulla Svezia e dove realizza la rete del parziale 2-0. Per il suo secondo gol in Nazionale deve attendere l'aprile 2015, nell'amichevole giocata con la Cina e nella quale realizza una delle due reti con cui l'Inghilterra supera le avversarie. Nel maggio 2015 il selezionatore della nazionale Mark Sampson chiama Kirby a rappresentare l'Inghilterra nella fase finale del Mondiale di Canada 2015, manifestazione in cui il 13 giugno sigla la rete del parziale 1-0 sul Messico, in un incontro poi terminato 2-1, contribuendo a conquistare i sei punti nella fase a gironi che permettono alla squadra di superare il turno.

## Statistiche

### Presenze e reti nei club
Statistiche (parziali) aggiornate al 4 giugno 2025.
| Stagione        | Squadra         | Campionato      | Campionato | Campionato | Coppe nazionali | Coppe nazionali | Coppe nazionali | Coppe continentali | Coppe continentali | Coppe continentali | Altre coppe | Altre coppe | Altre coppe | Totale | Totale | Totale |
| Stagione        | Squadra         | Comp            | Pres       | Reti       | Comp            | Pres            | Reti            | Comp               | Pres               | Reti               | Comp        | Pres        | Reti        | Pres   | Reti   |        |
| --------------- | --------------- | --------------- | ---------- | ---------- | --------------- | --------------- | --------------- | ------------------ | ------------------ | ------------------ | ----------- | ----------- | ----------- | ------ | ------ | ------ |
| 2014            | Reading         | WSL2            | ?          | ?          | CI              | ?               | ?               | -                  | -                  | -                  | WSLC        | 4           | 0           | .      | .      |        |
| 2015            | Chelsea         | WSL1            | 5          | 4          | CI              | -               | -               | -                  | -                  | -                  | WSLC        | 3           | 3           | 8      | 7      |        |
| 2016            | Chelsea         | WSL1            | 7          | 5          | CI              | ?               | ?               | UWCL               | 4                  | 1                  | WSLC        | -           | -           | .      | .      |        |
| 2017            | Chelsea         | WSL1            | 5          | 6          | CI              | ?               | ?               | UWCL               | 0                  | 0                  | -           | -           | -           | .      | .      |        |
| 2017-2018       | Chelsea         | WSL1            | 17         | 8          | CI              | ?               | ?               | UWCL               | 8                  | 4                  | WSLC        | 6           | 7           | .      | .      |        |
| 2018-2019       | Chelsea         | WSL             | 16         | 9          | CI              | ?               | ?               | UWCL               | 8                  | 5                  | CL          | 5           | 4           | .      | .      |        |
| 2019-2020       | Chelsea         | WSL             | 4          | 0          | CI              | 1               | 0               | -                  | -                  | -                  | CL          | 2           | 0           | 7      | 0      |        |
| 2020-2021       | Chelsea         | WSL             | 18         | 16         | CI              | 3               | 3               | UWCL               | 9                  | 6                  | CL          | 3           | 3           | 33     | 28     |        |
| 2021-2022       | Chelsea         | WSL             | 13         | 6          | CI              | 2               | 0               | UWCL               | 6                  | 2                  | CL          | 1           | 0           | 13     | 1      |        |
| 2022-2023       | Chelsea         | WSL             | 8          | 6          | CI              | 1               | 0               | UWCL               | 5                  | 1                  | CL          | 2           | 2           | 16     | 9      |        |
| 2023-2024       | Chelsea         | WSL             | 21         | 3          | CI              | 4               | 0               | UWCL               | 7                  | 1                  | CL          | 1           | 2           | 33     | 6      |        |
| Totale Chelsea  | Totale Chelsea  | Totale Chelsea  | .          | .          | -               | .               | .               | -                  | .                  | .                  | -           | .           | .           | .      | .      |        |
| 2024-2025       | Brighton & Hove | WSL             | 17         | 7          | CI              | -               | -               | -                  | -                  | -                  | CL          | 1           | 1           | -      | -      |        |
| Totale carriera | Totale carriera | Totale carriera | .          | .          | -               | .               | .               | -                  | .                  | .                  | -           | .           | .           | .      | .      |        |

## Palmarès

### Club
- FA Women's Premier League Southern Division: 1

Reading: 2012-2013
- Campionato inglese: 8 [37]

Chelsea: 2015, 2017, 2017-2018, 2019-2020, 2020-2021, 2021-2022, 2022-2023, 2023-2024
- Women's FA Cup: 5

Chelsea: 2014-2015, 2017-2018, 2020-2021, 2021-2022, 2022-2023
- FA Women's League Cup: 2

Chelsea: 2019-2020, 2020-2021
- FA Women's Community Shield: 1

Chelsea: 2020

### Nazionale
- Universiade: 1

Regno Unito: Oro 2013
- SheBelieves Cup: 1

2019
- Arnold Clark Cup: 1

2022
- Campionato d'Europa: 1

2022

### Individuali
- Calciatrice dell'anno della PFA: 2

2017-2018, 2020-2021